# Єва Калво
Єва Калво (ісп. Eva Calvo Gómez, нар. 29 липня 1991) — іспанська тхеквондистка, 
срібна призерка Олімпійських ігор 2016 року.

## Виступи на Олімпіадах
| Олімпіада           | Дисципліна | Місце |
| ------------------- | ---------- | ----- |
| Ріо-де-Жанейро 2016 | до 57 кг   | 2     |

## Зовнішні посилання
- Єва Калво — олімпійська статистика на сайті Sports-Reference.com (англ.) (архівна версія)